# Бурый козодой
Бурый козодой (лат. Veles binotatus) — вид птиц из семейства настоящих козодоев. Относится к монотипическому роду Veles.

## Распространение
Обитают в Африке в Сьерра-Леоне, Камеруне, ЦАР, Республике Конго, Демократической Республике Конго, Кот-д’Ивуаре, Габоне, Гане и Либерии.

## Описание
Длина тела 21—23 см. Масса около 63 г. Представители полов подобны друг другу, но самка более тусклая. Верхняя часть тела птицы и крылья тёмно-коричневые, с густыми пятнами.

## Биология
Питаются насекомыми, в основном в сумерках.
МСОП присвоил виду охранный статус LC.